# Lotuk
Lotuk is het derde studioalbum van de Belgische groep Arsenal. Het album dat uitgebracht werd in 2008, is bekend van de hits Lotuk en Estupendo, die beiden de hitlijsten haalden. Het album stond 56 weken lang in de albumlijst van Ultratop, en behaalde een MIA-nominatie in de categorie Beste album.

## Tracklist
1. Estupendo
2. Not A Man
3. Egun
4. Who We Are
5. Lotuk
6. Denikemba
7. Turn Me Loose
8. Selvagem
9. Diggin A Hole
10. The Letter
11. Sandness